# Carl Kupperschmitt
Carl Kupperschmitt (ur. 23 września 1858 w Wejherowie, zm. 6 lipca 1915 w Sopocie) – znany sopocki architekt samouk z przełomu XIX i XX wieku, pochowany na cmentarzu katolickim w Sopocie. Nagrobek nie istnieje. Obecnie Kupperschmitt jest upamiętniony w kwaterze E5 cmentarza.

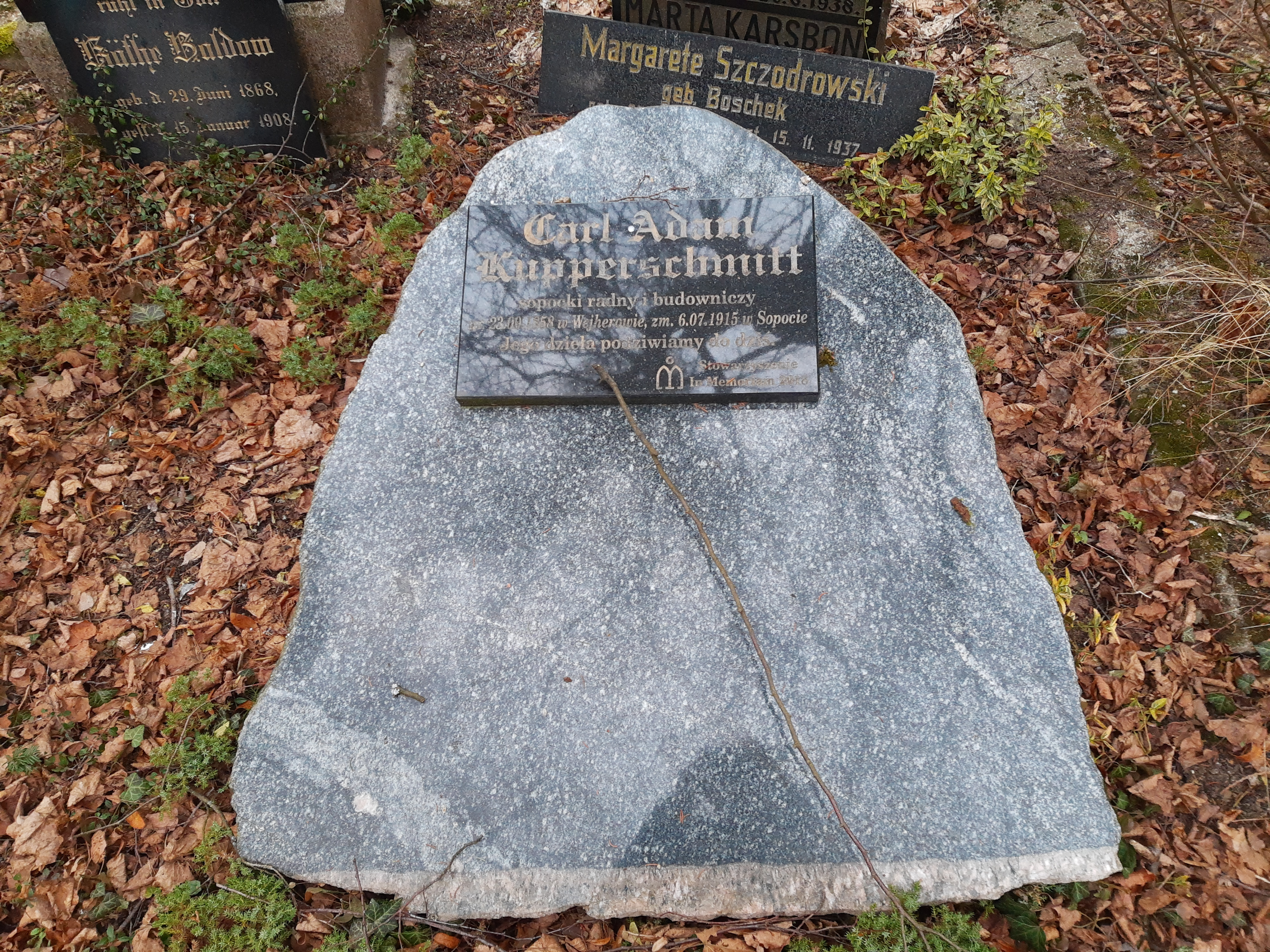
Głaz ku czci Carla Kupperschmitta na cmentarzu katolickim w Sopocie

## Życiorys
Absolwent Szkoły Budowlanej. Autor około 100 projektów architektonicznych. Od około 1890 właściciel biura projektowo-budowlanego (Büro für Architektur und Bauleitungen). W latach 1902–1907 i 1908-1913 pełnił funkcję radnego miejskiego. Dom rodzinny Kupperschmittów mieścił się przy Wilhelmstrasse, obecnie ul. Haffnera 47. 

## Lista najbardziej znaczących realizacji
- ul. 1 Maja 5-7
- ul. Andersa 8
- browar, ul. Armii Krajowej 137-139
- ul. Bohaterów Monte Cassino 3, 55, 30, 50, 51, 57, 61
- ul. Chopina 15, 17, 37
- ul. Czyżewskiego 12
- ul. Fiszera 4
- ul. Goyki 12
- ul. Grunwaldzka 10, 11, 35, 55, 96
- ul. Haffnera 28, 30a, 47, 54
- ul. Helska 10-14
- ul. Jana III Sobieskiego
- pl. Konstytucji 1 Maja
- ul. Kościuszki 26
- Dom Gościnny, ul. Kościuszki 31 (1896)
- ul. Kościuszki 33b, 33c, 40, 41, 50, 52, 62
- ul. Kubacza 4
- ul. Lipowa 3
- ul. Majkowskiego 8
- ul. Mokwy 5a, 6b, 8, 14, 21
- al. Niepodległości 640, 651, 653-657, 737, 761, 765, 765b 767, 793, 795
- ul. Parkowa 39, 43-45, 65
- ul. Powstańców Warszawy 67, 73, 75, 81
- ul. Skłodowskiej-Curie 3
- ul. Traugutta 4
- ul. Winieckiego 28-30
- Willa Hestia w Sopocie, ul. Władysława IV 3-5[2]